# ベリー・ゴーディ
ベリー・ゴーディー・ジュニア（Berry Gordy, Jr.、1929年11月28日 - ）は、モータウン・レコードやその関連レーベルの創業者として知られる、アメリカ合衆国の音楽プロデューサー、実業家。
マイケル・ジャクソンやスティーヴィー・ワンダーなど多くの大物アーティストを発掘した。

## 生い立ち
ベリー・ゴーディー・ジュニアは、ミシガン州デトロイトで、8人兄弟の7番目の子供として黒人中流家庭に生まれた（ゴーディー・ファミリー）。父は、息子との対比でベリー・ゴーディー・シニアと呼ばれることもあるベリー・ゴーディー2世（Berry Gordy II、1888年 - 1978年）、母はバーサ・フラー・ゴーディー（Bertha Fuller Gordy）で、一家は1922年にジョージア州ミレッジビルからデトロイトへやってきた。ゴーディーは、強い絆で結ばれた躾の厳しい家庭で育った。ゴーディーの父ベリー・ゴーディー2世は、ベリー・ゴーディー1世とルーシーという女性の間に生まれた。また、ゴーディーの父方の祖父であるベリー・ゴーディー1世は、ジェイムズ・トマス・ゴーディーという白人の農民と黒人女性奴隷の間にジョージア州で生まれていた。
父ベリー・ゴーディー2世がデトロイトに引き寄せられたのは、拡大を続けていた自動車産業が数多くの雇用機会を黒人にも提供していたためであった。
ベリー・ゴーディー・ジュニアの兄姉たちは皆、デトロイトで立派な黒人市民となっていた。しかし、ゴーディーは第11学年で高校を中退し、一攫千金を夢見てプロボクサーになった。やがて、1950年に朝鮮戦争のためアメリカ陸軍に徴兵されるまで、ゴーディーはプロとしてボクシングを続けた。
韓国から1953年に帰国したゴーディーは、テルマ・コールマン（Thelma Coleman）と結婚した。ゴーディーは、音楽への関心を深め、曲を書いたり、もっぱらジャズのレコードを扱うThe 3-D Record Martというレコード店を始めたりした。しかし、店の経営はうまく行かず、ゴーディーはリンカーン・マーキュリーの工場で働けないかと職探しをはじめたが、家族のコネをたどってフレーム・ショー・バーというタレント・クラブのオーナー、アル・グリーン（Al Green）（同名の歌手とは別人）と知り合い、このクラブで歌手ジャッキー・ウィルソンと出会った。
1957年、ウィルソンは「Reet Petite」を録音したが、この曲はゴーディーが、姉グエンと、ライター兼プロデューサーのビリー・デイヴィスとの共作であった。この曲は、そこそこのヒットとなったが、国外ではアメリカ国内以上にヒットし、特にイギリスではトップ10に入る大ヒットとなった（後に、1986年に再発された際には首位に立った）。その後2年間にウィルソンは、ゴーディーが共作者となった曲を4曲録音し、そのうち、「Lonely Teardrops」は R&Bチャートの首位に立ち、ポップ・チャートでも7位まで上昇した。また、ゴーディーと姉グエンは、チェス・レコードのエタ・ジェイムスのために「All I Could Do Was Cry」を書いた。

## モータウン・レコード
ゴーディーは、自作曲のヒットで得た資金を、制作に再投資した。1957年、ゴーディーはミラクルズ（当初は、The Matadors）を見いだし、何組ものアーティストたちを成功させ始めた。1959年、ミラクルズのリーダーだったスモーキー・ロビンソンに背中を押されたゴーディーは、家族から800ドルを借り、R&Bレーベル「タムラ・レコード」（Tamla Records）を立ち上げた。1959年1月21日、マーヴ・ジョンソンの「Come To Me」が、Tamla 101として発売された。ユナイテッド・アーティスツ・レコードは「Come To Me」に目をつけ、これを全国発売し、さらにこれに続いたジョンソンのヒット曲が生まれた（その中には、ゴーディーが共同プロデューサー、共作者に名を連ねていた「You Got What It Takes」などがあった）。続いてゴーディーは、Rayberレーベルを立ち上げ、ウェイド・ジョーンズ（Wade Jones）が無名の女声グループをバックに録音した、このレーベル唯一のシングル盤を出した。ウェイド・ジョーンズが歌った「I Can't Concentrate」と「Insane」の出来はとても良かったが、レコードはあまり売れず、今日ではモータウン関係のレコードとして最も希少なものになっている。ゴーディーが第3弾として発売したのは、ミラクルズの「Bad Girl」で、これがモータウン・レコードというレーベル名での最初のリリースであった。「Bad Girl」はチェス・レコードから発売されて1959年に大ヒットとなった。バレット・ストロングの「マネー」は最初はタムラから出たが、その後1960年2月に、ゴーディーの姉のレーベルアンナ・レコードの盤がチャートを上昇した。ミラクルズのヒット曲「ショップ・アラウンド」が1960年遅くに全米R&Bチャートの首位に立ち、1961年1月16日付ビルボード誌のポップ・チャートでも2位まで上昇した（キャッシュボックス誌のチャートでは首位に立った）ことで、モータウンは注目に値する独立系レコード会社となった。1961年には、マーヴェレッツの「プリーズ・ミスター・ポストマン」R&Bとポップ両方のチャートで首位になった。
1960年、ゴーディーは無名だったメリー・ウェルズと契約したが、彼女はやがて、スモーキー・ロビンソン作の「en:You Beat Me to the Punch」、「en:Two Lovers (Mary Wells song)」、「en:My Guy」といった曲で、モータウン・レーベルが育て上げた最初のスターとなった。タムラとモータウンは合併し、1960年4月14日に新たな会社モータウン・レコード・コーポレーションが成立した。
ゴーディーは、Nick and the Jaguars、Mike and The Modifiers、Chris Clark、Rare Earth、the Valadiers、Debbie Dean、Connie Hainesなど、何組かの白人アーティストたちとも契約したが、白人スターを育てることには成功しなかった。1959年、ゴーディーはトム・クレイ（Tom Clay）という白人DJで歌手のレコードをプロデュースし、Chant というデトロイトの小レーベルからレコードを出した。この Chant がゴーディー所有のレーベルだったのかどうかは、今となっては分からないが、このシングル盤は、レコード・コレクターの間では、ゴーディー関係のシングル盤で最も希少なものとされている。後にトム・クレイはロサンゼルスでもDJとして成功し、1970年代には、ゴーディー所有の MoWest レーベルで、再びレコーディングをしている。モータウンが最初に契約したイギリスの白人女性歌手は、キキ・ディー（Kiki Dee）であった。また、ゴーディーは、「ヒッツヴィルUSA」と名付けたデトロイトのウェスト・グランド大通りの本社に、白人従業員を数置く雇用していた。ゴーディーは、おもにアフリカ系アメリカ人のアーティストたちを売り込んでいたが、彼らのパブリック・イメージ、服装、マナー、踊りの振り付けなどを、例外なく注意深く管理していた。
才能の発掘と育成におけるゴーディーの手腕は、注意深く管理されたアーティストたちのパブリック・イメージと相まって、モータウンに全米での成功をもたらし、やがてそれは国外にも広まっていった。その後、1960年代を通して、ゴーディーは、スプリームス、マーヴィン・ゲイ、コントゥアーズ（The Contours）、ジミー・ラフィン（Jimmy Ruffin）、テンプテーションズ、フォー・トップス、グラディス・ナイト&ザ・ピップス（Gladys Knight & the Pips）、コモドアーズ、ヴェルヴェレッツ（The Velvelettes）、マーサ&ザ・ヴァンデラス、スティーヴィー・ワンダー、ジャクソン・ファイヴといったアーティストたちと契約を結んだ。

## ロサンゼルスへの移転
1972年、ゴーディーはロサンゼルスにあるファッションやエンターテイメント関係の専門学校FIDMに学び、ここで商業的に成功したビリー・ホリデイの伝記映画『ビリー・ホリデイ物語/奇妙な果実』の製作総指揮にあたった。この映画には、ダイアナ・ロス（この作品でアカデミー賞主演女優賞にノミネートされた）、リチャード・プライヤーが出演しており、また、無名だったビリー・ディー・ウィリアムズはこの作品で注目された。当初、スタジオ側は、ゴーディーの意向に反して、何度かスクリーン・テストをした上でウィリアムズの起用を拒んだ。しかし、最後にはゴーディー持ち前の執拗さが勝り、ウィリアムズはスターとしての地位を築くことになった（後に、ウィリアムズは、1992年のABCテレビのミニ・シリーズ『The Jacksons: An American Dream』で、ゴーディー役を演じている）。続けてゴーディーは、やはりダイアナ・ロスを主演に起用し、『マホガニー物語』（1975年）を製作・監督した。1985年には、アクション俳優タイマック（Taimak）や、ヴァニティ（Vanity）（プリンスの共演者）を起用したカルト的なマーシャルアーツ映画『ラスト・ドラゴン』を製作した。
1970年代から1980年代にかけても、モータウンはジャクソンズ、リック・ジェームス、ライオネル・リッチー、永くレーベルに留まったスティーヴィー・ワンダーとスモーキー・ロビンソンらによる大ヒットを出し続けたが、かつてのような勢いは見られなくなっていった。ゴーディーは、1988年6月28日に、自分が持っていたモータウンに関する権利をMCAとボストン・ヴェンチャーズ（Boston Ventures）に6100万ドルで売却した。その後さらに、モータウンの楽曲多数を管理している音楽出版社Jobeteの持ち株の大部分を、EMI Publishingに売却した。
ゴーディーは、1994年に、自伝『モータウン、わが愛と夢』（To Be Loved）を発表した（邦訳は1996年）。

## 受賞歴
1988年、ロックの殿堂入り。
1998年、ジュニア・アチーヴメント（Junior Achievement）「合衆国ビジネスの殿堂」入り。
2006年5月5日にミシガン州立大学で、2007年5月20日にオクシデンタル大学で、それぞれ卒業式の告辞のスピーチを行い、それぞれから名誉学位を得た。
2009年、the Michigan Rock and Roll Legends Hall of Fame 殿堂入り。

## モータウン所属アーティストについての発言
2009年3月20日、ゴーディーは、彼が売り出した最初のグループであり最初に100万枚の売上を達成したアーティストであるミラクルズが、ハリウッド・ウォーク・オブ・フェームの星を獲得したことを祝うため、ハリウッドにいた。グループの功績をたたえて、ゴーディーは「ミラクルズがいなかったら、モータウンは今日のようなモータウンにはなっていなかった」と述べた。
2009年7月7日、ロサンゼルスで行われたマイケル・ジャクソンの葬儀でスピーチしたゴーディーは、「キング・オブ・ポップ」という言い方は、ジャクソンの業績を考えれば最善の表現ではないことを示唆した上で、「史上最も偉大なエンターテナー」とジャクソンを評した。

## ミュージカル『モータウン』
2011年5月15日、ゴーディはモータウンに関するブロードウェイ・ミュージカル製作進行中であるということを発表した。この作品は1960年代のできごとを中心に、いかにしてレコード会社を軌道に乗せていったかを物語る。ゴーディはこの作品によりモータウンの評判が上がり、モータウンの衰退に関する誤解を解きたいと考えた。
『モータウン』は2013年3月11日、ラント・フォンティーヌ劇場でプレビュー公演が開幕し、4月14日に正式に開幕した。2015年1月に閉幕したが、2016年夏に再演が上演された。

## 私生活
ゴーディーは、結婚と離婚を3回繰り返し、ヘイゼル・ジョイ（Hazel Joy）、ベリー・ゴーディー4世（Berry Gordy IV）、テリー・ジェームズ（Terry James）、シェリー（Sherry）、ケネディ（Kennedy）、ケリー（Kerry）、ロンダ・ロス（Rhonda Ross）、ステファン（Stefan）の合計8人の子供をもうけた。ゴーディーが設立した音楽出版社「Jobete」は、最初の3人の子供たちの名の、最初の2文字を繋げたものである（Joy、Berry、Terry）。
1953年に結婚した最初の妻テルマ・コールマンとの間には、ヘイゼル・ジョイ（Hazel Joy）、ベリー・ゴーディー4世（Berry Gordy IV）が生まれたが、1959年に離婚した。ヘイゼル・ジョイは1973年にジャーメイン・ジャクソンと結婚し、1988年に離婚した。
1960年春、ゴーディーは2番目の妻レイノマ・メイベリー・ライルズと再婚した。結婚前の1959年6月25日に生まれていた2人の子供ケリーは、後のレコード会社の役員になっている。この2度目の結婚は、1964年の離婚まで続いた。
1964年3月15日には、ベリー・ゴーディーとその愛人マーガレット・ノートン（Margaret Norton）の間に、息子ケネディ・ゴーディーが生まれた。ケネディは、後のモータウン所属ミュージシャン、ロックウェルとして知られている。
1971年8月13日、ベリー・ゴーディーは、長年親しい関係にあったモータウンの歌手・ダイアナ・ロスとの間にロンダ・ロス・ケンドリックをもうける。
1975年9月3日には、ナンシー・レイヴィスカ（Nancy Leiviska）との間に男児ステファン・ケンド−ル・ゴーディー（Stefan Kendal Gordy）をもうける。ステファンはレッドフーという芸名で、音楽グループLMFAOにて、甥（ベリー・ゴーディーの孫）スカイラー・ゴーディー（Skyler Gordy、芸名：スカイブルー）とともに活動している。
シェリーは、ジーナ・ジャクソン（Jeena Jackson）との間の娘である。
1990年7月17日、ベリー・ゴーディーは8年間交際してきたグレイス・イートン（Grace Eaton）と結婚し、3年後の1993年に離婚した。
ゴーディーは、カリフォルニア州パームデザートに住んでいる。

## ポピュラー文化の中で
- 2006年のミュージカル映画『ドリームガールズ』に登場するレコード会社の役員カーティス・テイラー・Jr.は、ゴーディーをモデルに「ごく薄いヴェールをかぶせただけの人物」とされている[17]。この映画は、1981年のミュージカル『ドリームガールズ』に基づいているが、映画版では、よりはっきりとゴーディーとモータウンの実話に引き寄せた表現が盛り込まれており、舞台もシカゴからデトロイトに移されている。映画に描かれたテイラーは、アーティストたちに対して汚い手を使う無神経な人物として描かれており、映画の公開後にはゴーディーはじめモデルになった人々が映画を批判する事態となった。ゴーディーはこの映画における描写は「100%違っている」と言い、スモーキー・ロビンソンは「モータウンとベリー・ゴーディー、そしてスプリームスを、否定的な姿でゴテゴテと描いている」と述べた[18]。2007年に、この映画の製作に当たったドリームワークスとパラマウント映画は、ゴーディーに対して公開の謝罪を行い、「われわれが製作したフィクションの作品によって引き起こされた誤解」について遺憾の意を表明した。ゴーディーは、この謝罪を受け入れた[17]。
- 2007年の映画『Talk to Me』は、実在したワシントンD.C.のDJピーティー・グリーン（Petey Greene）の実話に基づいているが、この映画の中でグリーンは、ゴーディーを「ポン引き野郎」で「ペテン師」だと罵倒し、モータウン側の弁護士とグリーンの上司の両方から反発を受ける。このため、放送中の謝罪を強いられたグリーンは、ゴーディーは若い黒人ミュージシャンを指図して、その演奏能力を活かしてゴーディーのためにもっと金を稼ぐよう仕向けているが、ポン引きではない、と述べ、ゴーディーはポン引き同様の仕組みを操る良きビジネスマンであると、皮肉たっぷりに述べた。グリーンの上司は激怒するが、ほとんど黒人である聴取者たちはグリーンに同意し、ラジオ局の聴取率は上昇する。